# André Dhominique
Pour les articles homonymes, voir André.
André Dhominique Queiroz Santiago da Silva, plus simplement connu sous le nom d'André, né le 7 octobre 2003 à Vera Cruz, est un footballeur brésilien qui joue au poste d'arrière droit à Estrela da Amadora, prêté par l'EC Bahia.

## Biographie

### Carrière en club
Né à Vera Cruz, sur l'île d'Itaparica au Brésil, André Dhominique est formé par le EC Bahia, où il commence sa carrière professionnelle,. Il joue son premier match avec l'équipe première du club le 12 février 2022, à l'occasion d'une rencontre de Copa do Nordeste contre le Globo FC. Il remplace Douglas Borel en deuxième mi-temps et son équipe s'impose 5-0,.

### Carrière en sélection
André Dhominique est convoqué pour la première fois avec l'équipe du Brésil des moins de 20 ans pour une série de matchs non-officiels en mars 2022.
Le 8 décembre 2022, il est sélectionné par Ramon Menezes pour le Championnat d'Amérique du Sud des moins de 20 ans qui a lieu début 2023,.
Le Brésil remporte le championnat pour la première fois en 12 ans, après avoir battu l'Uruguay, son dauphin, lors de la dernière journée,.

## Palmarès
Brésil -20 ans
- Championnat d'Amérique du Sud
  - Champion en 2023